# Christian Frommert
Christian Frommert (* 1. Februar 1967 in Worms; † 4. Februar 2025) war ein deutscher Journalist und Medienmanager.

## Leben und Wirken
Frommert, der im südhessischen Bürstadt aufwuchs, war fünfzehn Jahre lang Journalist in den Sparten Sport und Wirtschaft sowie als Chef vom Dienst und als Geschäftsführer der Verlagstochter main.sign bei der Frankfurter Rundschau bzw. dem Druck- und Verlagshaus Frankfurt am Main GmbH tätig. Zwischen 2005 und Ende 2008 war er Leiter der Sponsoring-Kommunikation der T-Mobile International sowie der Deutschen Telekom AG, wo er unter anderem das Radsport-Engagement betreute. Am 30. Juni 2006 gab er einen Tag vor dem Start der Tour de France in Straßburg die Suspendierung des Radprofis Jan Ullrich bekannt, der in den Dopingskandal rund um den spanischen Arzt Eufemiano Fuentes verwickelt war. 
Frommert war danach als selbständiger Kommunikationsberater in Bensheim tätig. Zu seinen Kunden gehörten der Manager der deutschen Fußballnationalmannschaft, Oliver Bierhoff, sowie seit März 2013 der Fußball-Bundesligist TSG 1899 Hoffenheim. Am 1. Dezember 2013 wurde Frommert der Kommunikations- und Mediendirektor des Fußballvereins TSG Hoffenheim und damit zum Vertrauten von Dietmar Hopp.
Frommert litt an Magersucht, zeitweise wog er nur 39 Kilogramm bei einer Körpergröße von 1,84 Meter. Im Jahr 2013 veröffentlichte er über diese Form der Essstörung ein Buch. Zahlreiche Medien berichteten über seine Krankheit. Am 17. August 2024 wurde öffentlich, dass Frommert an Krebs erkrankt war. An den Folgen der Krankheit starb Christian Frommert wenige Tage nach seinem 58. Geburtstag.

## Veröffentlichungen
- Christian Frommert, Jens Clasen: „Dann iss halt was!“ Meine Magersucht – wie ich gekämpft habe – wie ich überlebe. Mosaik, München 2013, ISBN 978-3-442-39246-9. Inhaltsverzeichnis.[4]